# Dänische Fußballnationalmannschaft der Frauen/Weltmeisterschaften
Der Artikel beinhaltet eine ausführliche Darstellung der dänischen Fußballnationalmannschaft der Frauen bei Weltmeisterschaften. Dänemark, das die 2. inoffizielle Weltmeisterschaft 1971 in Mexiko gewonnen hatte, konnte sich für vier WM-Endrunden der Frauen qualifizieren, dort aber nicht an die inoffiziellen Erfolge anknüpfen und belegt in der ewigen Tabelle Platz 17. Die drei Siege in WM-Spielen gelangen alle gegen Mannschaften des ozeanischen Fußballverbandes.

## Die Nationalmannschaft bei Weltmeisterschaften

### Übersicht
| Jahr | Gastgeberland         | Teilnahme bis …    | Gegner                       | Ergebnis | Trainer                               | Bemerkungen und Besonderheiten |
| ---- | --------------------- | ------------------ | ---------------------------- | -------- | ------------------------------------- | --- |
| 1991 | Volksrepublik China   | Viertelfinale      | Deutschland                  | 7.       | Keld Gantzhorn                        | Als bester Gruppendritter für das Viertelfinale qualifiziert. |
| 1995 | Schweden              | Viertelfinale      | Norwegen                     | 6.       | Keld Gantzhorn                        | Wieder als bester Gruppendritter für das Viertelfinale qualifiziert. |
| 1999 | USA                   | Vorrunde           | USA, Nordkorea, Nigeria      | 15.      | Jørgen Hvidemose                      | Als Gruppenvierter ausgeschieden |
| 2003 | USA                   | nicht qualifiziert |                              |          |                                       | In der Qualifikation in den Playoffs der Gruppenzweiten an Frankreich gescheitert. |
| 2007 | Volksrepublik China   | Vorrunde           | China, Neuseeland, Brasilien | 12.      | Per Nielsen und Kenneth Heiner-Møller | Als Gruppendritter ausgeschieden |
| 2011 | Deutschland           | nicht qualifiziert |                              |          |                                       | In der Qualifikation in den Playoffs der Gruppensieger an Schweden gescheitert. |
| 2015 | Kanada                | nicht qualifiziert |                              |          |                                       | In der Qualifikation an der Schweiz und Island gescheitert, das sich aber auch nicht qualifizieren konnte. |
| 2019 | Frankreich            | nicht qualifiziert |                              |          |                                       | In den Playoffs der besten Gruppenzweiten an Europameister Niederlande gescheitert. |
| 2023 | Australien/Neuseeland | Achtelfinale       | Australien                   |          | Lars Søndergaard                      | In der Qualifikation trafen die Däninnen auf Russland, Bosnien-Herzegowina, Aserbaidschan, Malta und Montenegro. Nach endgültiger Suspendierung der russischen Mannschaft am 2. Mai 2022 stand Dänemark als WM-Teilnehmer fest. |

### Statistik
(Angaben inkl. 2029: Neun Weltmeisterschaften; Prozentangaben sind gerundet)
- nicht qualifiziert: viermal (44,4 %; 2003, 2011, 2015 und 2019)
- qualifiziert: fünfmal (55,6 %)
  - Vorrunde: zweimal (22,2 %; 1999 und 2007)
  - Achtelfinale: einmal (11,1 %; 2023)
  - Viertelfinale: zweimal (22,2 %; 1991 und 1995)

## Die Turniere

### WM 1991 in der Volksrepublik China
Für die erste WM der Frauen qualifizierten sich die Däninnen als Dritter der Europameisterschaft 1991. Dafür hatten sie sich zunächst in der EM-Qualifikation mit fünf Siegen und einem Remis gegen Italien, die Schweiz und Spanien durchgesetzt. Im Viertelfinale gegen die Niederlande erreichten sie im Heimspiel nur ein 0:0. Aufgrund des 1:0 im Rückspiel nach Verlängerung für die EM-Endrunde und damit für die WM qualifiziert. Bei der EM verloren sie dann im Halbfinale gegen Norwegen nach einem torlosen Spiel im Elfmeterschießen, gewannen dann aber gegen Italien das Spiel um Platz 3.
In der Volksrepublik China wurde Dänemark in die Gruppe mit Gastgeber und Asienmeister China, Ozeanienmeister Neuseeland und Vizeeuropameister Norwegen gelost. Am 17. November 1991 bestritten sie in Guangzhou ihr erstes WM-Spiel und gewannen gegen Neuseeland mit 3:0. Dabei erzielte Helle Jensen die ersten beiden WM-Tor für die Däninnen. Im zweiten Spiel folgte dann ein 2:2 gegen den Gastgeber. Mit einem 1:2 gegen Norwegen im letzten Gruppenspiel wurde Dänemark Gruppendritter, qualifizierte sich aber als bester Gruppendritter für das Viertelfinale. Hier trafen die Däninnen auf Europameister Deutschland und verloren mit 1:2 nach Verlängerung. Deutschland verlor dann zunächst im Halbfinale gegen den späteren Weltmeister USA und dann auch das Spiel um Platz 3 gegen die Schwedinnen.

### WM 1995 in Schweden
Vier Jahre später konnten sich die Däninnen wieder qualifizieren. In der Qualifikation für die EM 1995, die wieder als WM-Qualifikation diente, setzten sie sich mit vier Siegen gegen Bulgarien und Litauen durch. Im EM-Viertelfinale gegen Schweden gewannen sie zwar das Heimspiel mit 2:0, nach einer 0:3-Auswärtsniederlage schieden sie aber aus. Als bester Viertelfinalverlierer waren sie aber dennoch für die WM qualifiziert.
Bei der WM wurde sie in eine Gruppe mit Australien, Titelverteidiger USA und wie vier Jahre zuvor China zugelost. Nach einem 5:0-Auftaktsieg gegen Australien verloren sie gegen die USA mit 0:2 und gegen China mit 1:3. Als bester Gruppendritter erreichten sie aber wie vier Jahre zuvor das Viertelfinale, verloren dort aber gegen den späteren Weltmeister Norwegen mit 1:3. Mit dem Einzug ins Viertelfinale hatte sich Dänemark aber für das erste Fußballturnier der Frauen bei den Olympischen Spielen 1996 qualifiziert an dem nur die acht besten Mannschaften der WM teilnehmen konnten.

### WM 1999 in den USA
Für die dritte Weltmeisterschaft setzte die UEFA dann auch erstmals und bis heute einziger Kontinentalverband separate Qualifikationsspiele an. In der Qualifikation traf Dänemark auf Russland, Portugal und Belgien. Mit sechs Siegen in sechs Spielen belegte Dänemark mit sechs Punkten Vorsprung vor Russland den ersten Platz und qualifizierte sich direkt für die WM. Russland setzte sich dann in den Playoffs der Gruppenzweiten gegen Finnland durch und qualifizierte sich damit ebenfalls.
In den USA verloren die Däninnen das Eröffnungsspiel gegen Gastgeber USA mit 0:3. Nach einem 1:3 gegen WM-Neuling Nordkorea und einem 0:2 gegen Afrikameister Nigeria verabschiedete sich Dänemark als Gruppenletzter für acht Jahre von der WM-Bühne und war damit auch nicht für das Fußballturnier der Frauen bei den Olympischen Spielen 2000 qualifiziert, an dem neben Gastgeber Australien nur die sieben besten Mannschaften der WM teilnehmen konnten.

### WM 2003 in den USA
Eigentlich sollte die WM 2003 wieder in der Volksrepublik China stattfinden. Wegen der SARS-Epidemie wurde das Turnier kurzfristig in die USA verlegt. Damit fand die Weltmeisterschaft zum zweiten Mal in den USA statt. In der Qualifikation traf Dänemark auf Schweden, die Schweiz und Finnland. Mit fünf Siegen und einer Niederlage wurde Dänemark hinter den punktgleichen Schwedinnen aufgrund der schlechteren Tordifferenz nur Gruppenzweiter und musste in die Playoffs der Gruppenzweiten. Dort verloren sie mit 0:2 in Frankreich, so dass das 1:1 im Heimspiel zu wenig war um sich für die WM zu qualifizieren.

### WM 2007 in der Volksrepublik China
Vier Jahre später fand dann die WM doch zum zweiten Mal in der Volksrepublik China statt. In der Qualifikation traf Dänemark erneut auf Finnland sowie Spanien, Polen und Belgien. Mit sechs Siegen, einer Niederlage und einem Remis setzten sich die Däninnen durch. Gesichert wurde die Qualifikation aber erst im letzten Spiel durch einen 1:0-Heimsieg gegen die bis dahin punktgleichen Finninnen, wodurch die Däninnen drei Punkte mehr hatten als die Finninnen.
Bei der Endrunde trafen wieder auf Gastgeber China und verloren zum Auftakt mit 2:3. Dabei fiel der Siegtreffer für die Chinesinnen erst in der 88. Minute, eine Minute nachdem Dänemark zum 2:2 ausgleichen konnte. Im zweiten Spiel wurde dann zwar Neuseeland mit 2:0 besiegt, im letzten Spiel gegen Brasilien aber mit 0:1 verloren. Damit war Dänemark nur Dritter und da seit der Aufstockung 1999 auf 16 Teilnehmer die Gruppendritten nicht mehr das Viertelfinale erreichten, schied Dänemark aus und verabschiedete sich für mindestens 12 Jahre von der WM-Bühne. Mit dem Vorrundenaus verpasste Dänemark auch die direkte Qualifikation für das Fußballturnier der Frauen bei den Olympischen Spielen 2008, an dem nur die drei besten europäischen Mannschaften der WM teilnehmen konnten. Da England als drittbeste europäische Mannschaft aber nicht startberechtigt war, durften Schweden und Dänemark um diesen Platz spielen. Schweden setzte sich dabei mit 4:2 und 3:1 durch, so dass Dänemark auch an den Olympischen Spielen nicht teilnehmen konnte.

### WM 2011 in Deutschland
Für die WM im Nachbarland Deutschland konnten sich die Däninnen dann nicht qualifizieren. In der Gruppenphase gelangen noch sechs Siege und zwei Remis mit insgesamt 45:0 Toren gegen Schottland, Griechenland, Bulgarien und Georgien. Dabei gelang den Däninnen mit dem 15:0 gegen Georgien auch ihr höchster Länderspielsieg. Sie qualifizierten sich für die Play-off-Runde der Gruppensieger aber erst mit dem letzten Spiel, einem torlosen Remis in Vejle gegen Schottland, das dadurch einen Punkt weniger hatte. Gegner in den Playoffs war Schweden. Nach einem 1:2 im Auswärtsspiel führten sie im Heimspiel schon mit 2:0, mussten dann aber noch den Anschlusstreffer hinnehmen, sodass es nach 90 Minuten 1:2 stand. In der folgenden Verlängerung sicherte Charlotte Rohlin, die schon den 1:2-Anschlusstreffer erzielt hatte, mit dem Tor zum 2:2 den Schwedinnen die WM-Fahrkarte und Dänemark blieb nur die Zuschauerrolle.

### WM 2015 in Kanada
Auch für die dritte WM in Nordamerika konnte sich Dänemark nicht qualifizieren. Dabei galt Dänemark nach der Auslosung der Qualifikation als Gruppenfavorit. Die Gegner waren erstmals auf Israel, Malta und Serbien, ferner Island und die Schweiz, Mannschaften die in der FIFA-Weltrangliste schlechter als Dänemark platziert waren. Im ersten Spiel in Serbien reichte es aber nur zu einem 1:1 und dann folgte eine 0:1-Heimniederlage gegen die Schweiz. Zwar folgte dann ein 5:0 gegen Malta, aber mit einem 1:1 in der Schweiz schien die WM-Fahrkarte schon in weite Ferne gerückt. Durch das 1:1 zwischen Dänemark und Island am 15. Juni 2014 war die Schweiz dann als erste europäische Mannschaft und zum ersten Mal überhaupt für die Endrunde qualifiziert. Mit einer 0:1-Heimniederlage gegen Israel am letzten Spieltag wurde dann auch noch Platz 2 verpasst, der bei den wenigen erzielten Punkten aber schon vor dem Spiel nicht mehr für die Playoffs der Gruppenzweiten reichte.

### WM 2019 in Frankreich
Für die dritte WM in Europa konnten sich die Däninnen ebenfalls nicht qualifizieren. Nach dem zweiten Platz bei der EM 2017 begannen sie die WM-Qualifikation zwar mit einem 6:1 in Ungarn, traten dann aber zum zweiten Spiele gegen Schweden aufgrund von Meinungsverschiedenheiten mit dem Verband nicht an. Die UEFA wertete das Spiel schließlich 3:0 für Schweden. Durch vier Siege und eine Niederlage der Schwedinnen in der Ukraine, hatten sie aber noch gute Chancen Gruppensieger zu werden. Dann spielten sie aber im vorletzten Spiel gegen Kroatien nur remis und verloren dann auch im heimischen Viborg das letzte Spiel gegen Schweden. Damit reichte es nur zum zweiten Platz. Als viertbester Gruppenzweiter waren die Däninnen aber für die Playoffs der vier besten Gruppenzweiten qualifiziert, wobei sie davon profitierten, dass die Isländerinnen in ihrem letzten Gruppenspiel nur zu einem 1:1 gegen Tschechien kamen und damit einen Punkt weniger als die Däninnen hatten.
In den Playoffs trafen sie auf Europameister Niederlande, gegen den sie das EM-Finale mit 2:4 verloren hatten. Im ersten Spiel in Breda setzten sich die Niederländerinnen mit 2:0 durch. Im Rückspiel brachte Nadia Nadim durch einen verwandelten Foulelfmeter ihre Mannschaft zwar schon in der 5. Minute in Führung. Bereits zwei Minuten später mussten sie aber den Ausgleich hinnehmen und verloren dann durch ein Tor in der Nachspielzeit auch dieses Spiel, so dass sie sich nicht für die zweite Runde der Playoffs qualifizieren konnten. Durch die Nichtqualifikation fielen sie in der ewigen Tabelle um einen Platz.

### WM 2023 in Australien und Neuseeland
Für die Fußball-Weltmeisterschaft der Frauen 2023 mussten sich die Däninnen in einer Gruppe gegen Russland, Bosnien-Herzegowina, Aserbaidschan, Malta und Montenegro qualifizieren. Russland war Gegner in der WM-Qualifikation 1999 und EM-Qualifikation 2001, Bosnien und Herzegowina in der EM-Qualifikation 2022, Malta in der WM-Qualifikation 2015 und EM-Qualifikation 2022. Gegen Aserbaidschan und Montenegro wurde noch nicht gespielt. Die Däninnen konnten die ersten acht Spiele gewinnen, darunter auch das Heimspiel gegen die Russinnen. Sie hätten aber noch in Russland antreten müssen, das alle anderen Spiele gewonnen hatte. Nach dem russischen Überfall auf die Ukraine am 24. Februar 2022 wurden die russischen Mannschaften von FIFA und UEFA für alle Wettbewerbe gesperrt, daher konnten die Russinnen im April 2022 zu zwei Spielen nicht antreten. Am 2. Mai wurde die vorherige Sechsergruppe in eine Fünfergruppe ohne Russland umgewandelt. Durch den Wegfall des einzigen verbliebenen Konkurrenten sind die Däninnen damit vorzeitig für die WM-Endrunde qualifiziert.
Bei der Auslosung am 22. Oktober 2022 wurde Dänemark der Gruppe mit Europameister England als Gruppenkopf, Asienmeister China und einer Mannschaft zugelost, die sich im Februar beim interkontinentalen Play-off-Turnier noch qualifizieren musste. Dies ist Haiti, das sich zunächst gegen den Senegal und dann Chile durchsetzte. Gegen China gab es schon drei WM-Spiele, gegen Haiti wurde noch nie gespielt. Die Däninnen begannen mit einem 1:0-Sieg gegen China, wobei das Tor in der 89. Minute durch die vier Minuten zuvor eingewechselte Amalie Vangsgaard erzielt wurde. Gegen England gerieten sie in der 6. Minute mit 0:1 in Rückstand, wobei es bis zum Ende blieb. Mit einem 2:0 gegen WM-Neuling Haiti sicherten sie sich aber den zweiten Platz. Im Achtelfinale gegen Co-Gastgeber Australien verloren sie vor 75.784 Zuschauern mit 0:2.

## Spiele
Dänemark bestritt bisher 18 WM-Spiele, davon wurden fünf gewonnen (drei gegen ozeanische Mannschaften), zwölf verloren und eins endete remis. Ein Spiel wurde verlängert und in der Verlängerung durch ein Tor verloren.
Dänemark nahm einmal am Eröffnungsspiel teil: 1999 gegen den Gastgeber vor der Rekordkulisse von 78.972 Zuschauern. Dänemark spielte zudem noch dreimal gegen den Gastgeber: 1991, 2007 und 2023. Dänemark spielte zweimal gegen den späteren Weltmeister (1995 im Viertelfinale und 1999 in der Vorrunde) und einmal (1995) gegen den Titelverteidiger. Dänemark spielte am häufigsten (4-mal) gegen China. Sieben Spiele waren die bisher ersten gegen die jeweiligen Gegner.
Dänemark spielte bereits gegen Mannschaften aller sechs Konföderationen und außer gegen den Südamerikameister gegen die Meister aller Konföderationen (9-mal), am häufigsten (je 3-mal) gegen den Asien- und Ozeanienmeister.
Die meisten Spiele bestritt Rekordnationalspielerin Katrine Pedersen (10). Helle Jensen und Gitte Krogh erzielten die meisten Tore (je 3).
| Alle WM-Spiele |            |           |                     |                       |               | |
| Nr.            | Datum      | Ergebnis  | Gegner              | Austragungsort        | Anlass        | Bemerkungen |
| 1              | 17.11.1991 | 3:0       | Neuseeland          | Guangzhou (CHN)       | Gruppenspiel  | Erstes Spiel gegen Neuseeland Erstes Spiel gegen einen amtierenden Ozeanienmeister                                       |
| 2              | 19.11.1991 | 2:2       | Volksrepublik China | Guangzhou (CHN)       | Gruppenspiel  | Erstes Spiel gegen China Erstes Spiel gegen einen amtierenden Asienmeister 100. von der DBU gezähltes Spiel von Dänemark |
| 3              | 21.11.1991 | 1:2       | Norwegen            | Panyu (CHN)           | Gruppenspiel  | Als bester Gruppendritter für das Viertelfinale qualifiziert.                                                            |
| 4              | 24.11.1991 | 1:2 n. V. | Deutschland         | Zhongshan (CHN)       | Viertelfinale | |
| 5              | 06.06.1995 | 5:0       | Australien          | Västerås (SWE)        | Gruppenspiel  | Erstes Spiel gegen Australien                                                                                            |
| 6              | 08.06.1995 | 0:2       | USA (TV)            | Gävle (SWE)           | Gruppenspiel  | |
| 7              | 10.06.1995 | 1:3       | Volksrepublik China | Västerås (SWE)        | Gruppenspiel  | Als bester Gruppendritter für das Viertelfinale qualifiziert                                                             |
| 8              | 13.06.1995 | 1:3       | Norwegen            | Karlstad (SWE)        | Viertelfinale | |
| 9              | 19.06.1999 | 0:3       | USA                 | East Rutherford (USA) | Gruppenspiel  | |
| 10             | 24.06.1999 | 1:3       | Nordkorea           | Portland (USA)        | Gruppenspiel  | Erstes Spiel gegen Nordkorea                                                                                             |
| 11             | 27.06.1999 | 0:2       | Nigeria             | Washington (USA)      | Gruppenspiel  | Erstes Spiel gegen Nigeria Erstes Spiel gegen einen amtierenden Afrikameister Letztes Spiel unter Jørgen Hvidemose       |
| 12             | 12.09.2007 | 2:3       | Volksrepublik China | Wuhan (CHN)           | Gruppenspiel  | |
| 13             | 15.09.2007 | 2:0       | Neuseeland          | Wuhan (CHN)           | Gruppenspiel  | |
| 14             | 20.09.2007 | 0:1       | Brasilien           | Hangzhou (CHN)        | Gruppenspiel  | Erstes Spiel gegen Brasilien                                                                                             |
| 15             | 22.07.2023 | 1:0       | Volksrepublik China | Perth (AUS)           | Vorrunde      | |
| 16             | 28.07.2023 | 0:1       | England             | Sydney (AUS)          | Vorrunde      | |
| 17             | 01.08.2023 | 2:0       | Haiti               | Perth (AUS)           | Vorrunde      | Erstes Spiel gegen Haiti                                                                                                 |
| 18             | 07.08.2023 | 0:2       | Australien          | Sydney (AUS)          | Achtelfinale  | |

Anmerkung: Fett gedruckte Mannschaften waren bzw. sind zum Zeitpunkt des Spiels Meister ihrer Konföderation.
Die dänische Mannschaft erzielte ihre höchsten Siege gegen folgende Länder bei WM-Turnieren:
- Australien 5:0 (1995, Vorrunde)
- Haiti 2:0 (2023, Vorrunde) – erstes Spiel gegen Haiti
- Neuseeland 3:0 (1991, Vorrunde)

Die dänische Mannschaft kassierte ihre höchsten Niederlagen gegen folgende Länder:
- Australien 0:2 (2023, Achtelfinale) – zudem ein 1:3 in einem Freundschaftsspiel
- Brasilien 0:1 (2007, Vorrunde) – zudem zwei 1:2-Niederlagen beim Torneio Internacional Cidade de São Paulo 2011 und 2012
- Nigeria 0:2 (1999, Vorrunde) – einziges Spiel gegen Nigeria
- Nordkorea 1:3 (1999, Vorrunde) – einzige Niederlage gegen Nordkorea

## Rekorde

### Zuschauer
- Das Eröffnungsspiel mit den meisten Zuschauern: USA – Dänemark 3:0 mit 78.972 Zuschauern